# جاي دنيس أوكونور
جاي دنيس أوكونور (بالإنجليزية: J. Dennis O'Connor)‏ هو عالم أحياء أمريكي، ولد في 1942.